# Hypolimnas octocula
Hypolimnas octocula är en fjärilsart som beskrevs av Butler 1869. Hypolimnas octocula ingår i släktet Hypolimnas och familjen praktfjärilar. Inga underarter finns listade i Catalogue of Life.